# ستيفن ماكسويل (لاعب كرة سلة)
ستيفن ماكسويل (بالإنجليزية: Stephen Maxwell)‏ مواليد 29 أبريل 1993 في لوس أنجلوس، هو لاعب كرة سلة أمريكي. بدأ مسيرته الاحترافية في سنة 2015. يبلغ طوله 6 قدم 7 بوصة (2.0 م). لعب مع لندن لايتنينغ في دوري كندا الوطني لكرة السلة.

## روابط خارجية
- ستيفن ماكسويل على موقع كرة السلة الأوروبية.كوم (الإنجليزية)
- ستيفن ماكسويل على موقع كلية كرة السلة في سبورتس رفرنس.كوم (الإنجليزية)
- ستيفن ماكسويل على موقع ريلجم (الإنجليزية)
- ستيفن ماكسويل على موقع بروبوليرز (الإنجليزية)